# 鈴木淑美
鈴木 淑美（すずき としみ、1962年 - ）は、日本の翻訳家。　
1985年上智大学外国語学部英語学科卒、日本経済新聞記者を経たのち90年より慶應義塾大学大学院文学部博士課程でアメリカ文学を専攻。清泉女子大学専任講師を務め、2002年からフリー。神戸市須磨区在住。別名・相島としみ。

## 翻訳
- アラン・スケッド『図説ハプスブルク帝国衰亡史 千年王国の光と影』別宮貞徳共訳 原書房 1996
- サンダー・L・ギルマン『フロイト・人種・ジェンダー』青土社 1997
- マーリーン・S.バー『男たちの知らない女 フェミニストのためのサイエンス・フィクション』小谷真理,栩木玲子共訳 勁草書房 1999
- ポール・ジョンソン『ピカソなんかぶっとばせ 爆弾コラム集』共同通信社 1999
- J.ストルテンバーグ『男であることを拒否する』蔦森樹監修 勁草書房 2002
- フランシス・フクヤマ『人間の終わり バイオテクノロジーはなぜ危険か』ダイヤモンド社 2002
- ジョン・ハウ『『指輪物語』の世界 ファンタジー画集』井辻朱美監修 原書房 2002
- レイチェル・シモンズ『女の子どうしって、ややこしい!』草思社 2003
- ノリーナ・ハーツ『巨大企業が民主主義を滅ぼす』早川書房 2003
- トーマス・フリードマン『グラウンドゼロ アメリカが初めて体験したこと 《NYタイムズ》コラム集成』ウェッジ 2003
- パトリシア・オッカー『女性編集者の時代 アメリカ女性誌の原点』青土社 2003
- イルダ・バリオ,ギャレス・ジェンキンズ編『チェ・ゲバラ フォト・バイオグラフィ』原書房 2003
- リチャード・G.クライン,ブレイク・エドガー『5万年前に人類に何が起きたか? 意識のビッグバン』新書館 2004
- カレン・ソルマンソン『いつも忙しいあなたの人生を変えるdo-nothing』アスペクト 2004
- ナディア・コマネチ『コマネチ若きアスリートへの手紙』青土社 2004
- R.L.サイム『リーゼ・マイトナー 嵐の時代を生き抜いた女性科学者』米沢富美子監修 シュプリンガー・フェアラーク東京 2004
- キャンディス・ブシュネル『トレーディング・アップ』全3巻　早川書房 2005
- ロバート・E・ルービン,ジェイコブ・ワイズバーグ『ルービン回顧録』古賀林幸共訳 日本経済新聞社 2005
- スコット・A.サンデージ『「負け組」のアメリカ史 アメリカン・ドリームを支えた失敗者たち』青土社 2007
- ロバート・ダレク『JFK未完の人生 1917-1963』松柏社 2009
- フローレンス・アイザックス『「一筆メッセージ」で仕事はうまくいく』ハヤカワ新書juice 2009
- デイヴィッド・ダウ『死刑囚弁護人』増子久美共訳 河出書房新社 2012
- ジェフリー・トゥービン『ザ・ナイン アメリカ連邦最高裁の素顔』増子久美共訳 河出書房新社 2013
- フィリップ・ヒューストン,マイケル・フロイド, スーザン・カルニセロ, ピーター・ロマリー, ドン・テナント『交渉に使えるCIA流真実を引き出すテクニック』創元社 2015
- ゲイリー・ヘイデン,マイケル・ピカード『おもしろパラドックス 古典的名作から日常生活の問題まで』創元社 2016